# Morden i Brokenwood
Morden i Brokenwood (engelska: The Brokenwood Mysteries) är en nyzeeländsk kriminal- och dramaserie vars första säsong hade premiär den 28 september 2014. Första säsongen bestod av fyra avsnitt. Serien har sänts i nio säsongen och även fått kontrakt för en tionde säsong. Serien kan ses på TV4 Play.

## Handling
Serien utspelar sig i den fiktiva orten Brokenwood belägen på Nordön i Nya Zeeland. På ytan verkar det vara en lugn idyll,  men när kriminalkommissarien Mike Shepherd skickas dit för att utreda mord visar det sig att skenet bedrar.

## Rollista i urval
- Neill Rea - Mike Shepherd
- Fern Sutherland - Kristin Sims
- Nic Sampson - Sam Breen
- Jarod Rawiri - Daniel Chalmers
- Cristina Ionda - Gina Kadinsky
- Pana Hema Taylor - Jared Morehu